# فريد بن ستيتي
فريد بن ستيتي (بالفرنسية: Farid Benstiti) (16 يناير 1967 في ليون) لاعب كرة قدم فرنسي معتزل كان يجيد اللعب في مركز الوسط المهاجم .

## المسيرة الرياضية
بدأ ستيتي مسيرته الرياضية في نادي ليون ثم انتقل إلى أندية ديجون، ليون دوتشير، ليمبيك (بلجيكا) ، سيت، سانت أندريه، وأخيرا غاب . قرر اعتزال لعب كرة القدم نهائيا في 2000 . في السنة التالية تم تعيينه مدربا لفريق ليون للسيدات وساهم بتتويجه ببطولة دوري الدرجة الأولى موسمي 2006-2007 و2007-2008 .

## روابط خارجية
- فريد بن ستيتي على موقع قاعدة بيانات كرة القدم.إي يو (الإنجليزية)